# Wjatscheslaw Wiktorowitsch Wolodin

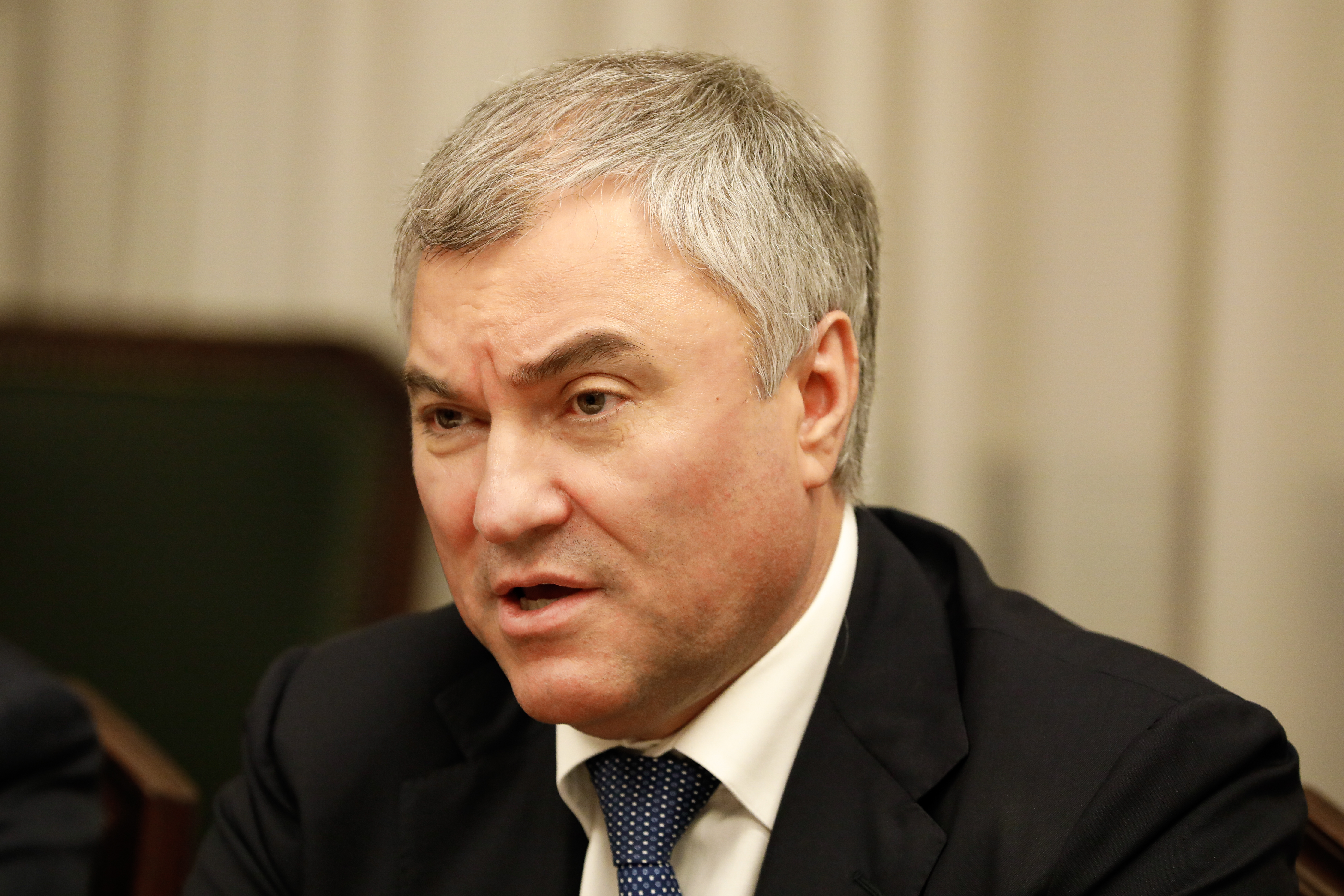
Wjatscheslaw Wolodin (2022)

Wjatscheslaw Wiktorowitsch Wolodin (russisch Вячесла́в Ви́кторович Воло́дин; * 4. Februar 1964 in Alexejewka, Oblast Saratow) ist ein russischer Politiker der Partei Einiges Russland. Von Oktober 2010 bis zum Dezember 2011 war er Vize-Ministerpräsident der Regierung der Russischen Föderation. Von 2011 bis 2016 hatte Wolodin die Funktion des Ersten Stellvertretenden Leiters der russischen Präsidialverwaltung inne. Nach der Parlamentswahl am 18. September 2016 ernannte seine Partei ihn zum Sprecher der neuen Staatsduma.
Wolodin gilt als Wegbereiter für die ultrakonservative und autokratische Politik des Präsidenten Wladimir Putin in dessen dritter Amtszeit und wird als „rücksichtslos“ eingeschätzt. Dabei wird er als möglicher Nachfolger Putins als Präsident gehandelt.

## Biografie
Wolodin absolvierte zunächst ein Studium am Institut für landwirtschaftliche Mechanisierung in Saratow, das er 1986 abschloss. 1990 wurde er in den Rat der Stadt Saratow gewählt. 1996 wurde er Vize-Gouverneur der Oblast Saratow; im selben Jahr verteidigte er an der St.-Petersburger Akademie des Innenministeriums seine Dissertation.
Ende 1999 wurde er erstmals als Abgeordneter in die Duma gewählt. 2003 und 2007 wurde er wiedergewählt. Seit dem Jahr 2003 war er einer der stellvertretenden Vorsitzenden der Duma. 2003 wurde er erster stellvertretender Leiter der Fraktion der Partei Einiges Russland in der Duma; 2005 wurde er zum Generalsekretär dieser Partei gewählt.
Im Februar 2006 gab die russische Zeitschrift „Finans“ Wolodins Vermögen mit 2,7 Milliarden Rubel an und listete ihn auf Rang 351 der reichsten Männer Russlands. Wolodin bestritt die Richtigkeit dieser Angaben; zu einer von Oppositionspolitikern geforderten Überprüfung seiner Vermögensverhältnisse kam es mangels einer gesetzlichen Grundlage für diese Forderung nicht.
Am 21. Oktober 2010 wurde Wolodin von Präsident Dmitri Medwedew zum stellvertretenden Ministerpräsidenten sowie zum Chef des Generalstabs der russischen Regierung ernannt. Er wurde in diesen Ämtern Nachfolger von Sergei Sobjanin, welcher zum Bürgermeister von Moskau gewählt wurde. Mit der Ernennung in ein Regierungsamt schied Wolodin aus der Duma aus. Am 27. Dezember 2011 wurde Wolodin zum Ersten stellvertretenden Leiter der Präsidialverwaltung ernannt, in diesem Amt war er Nachfolger von Wladislaw Surkow. Er blieb dies bis ins Jahr 2016. 2012 wurde Wolodin zum Wirklichen Staatsrat 1. Klasse der Russischen Föderation befördert.
Im Zusammenhang mit der Krise in der Ukraine 2014 wurde Wolodin im Mai 2014 auf die Sanktionsliste der Europäischen Union gesetzt. Er ist damit von einem Einreiseverbot und von der Sperrung eventueller Konten in der EU betroffen.
Im September 2016 wurde Wolodin auf Wladimir Putins Empfehlung zum Sprecher der neu gewählten Duma gekürt. Er gilt als treuer Gefolgsmann Putins und als Verfechter eines harten Kurses. Auf seine Initiative geht etwa die Verabschiedung des sogenannten „Agentengesetzes“ im Jahr 2012, das die Aktivitäten der Nichtregierungsorganisationen in Russland einschränkt. Zudem wurden unter ihm die Rechte auf Versammlungs- und Meinungsfreiheit weiter beschnitten und Befugnisse der Sicherheitsorgane ausgebaut.
Nachdem am 24. Februar 2022 der russische Überfall auf die Ukraine begann, behauptete Wolodin bei einer Rede im Parlament Nicaraguas, dieser Angriffskrieg sei eine „friedensstiftende Operation“. Zum Krieg in der Ukraine seit 2014 behauptete er dort, die ukrainische Bevölkerung brauche die „friedensstiftende Operation“ nicht fürchten; sie diene einzig der „Entmilitarisierung“. Im April 2022 behauptete er, Russland habe ein „Anrecht auf Schadenersatz“ wegen der verhängten Sanktionen. Er warf der westlichen Staatengemeinschaft vor, sie beraube „Russland seiner Gasvorräte“. Wolodin verkündete am 17. Mai 2022 während einer Sitzung des Parlaments, die „ukrainischen Nazi-Verbrecher“ sollten nicht gegen gefangene Russen ausgetauscht werden, ein entsprechender Beschluss solle vorbereitet werden. Wolodin wurde in der Folge deutlicher: „Das sind Kriegsverbrecher und wir müssen alles tun, um sie vor Gericht zu stellen.“ Er forderte hierbei die Todesstrafe für die Gefangenen.
Im Juni 2022 schlug Wolodin neue Anti-Homosexuellen-Gesetze vor.
Er hatte von 2011 bis 2016 als Ideologe für die Kreml-Verwaltung gearbeitet und war damals der Hauptorganisator des Kampfes gegen die sogenannte »Schwulenpropaganda«. Auf seine Anregung hin verabschiedete die Duma 2013 ein 'Gesetz gegen »Propaganda nicht-traditioneller sexueller Beziehungen«'. Darin wurde jede Erwähnung von LGBT in Medien, in Filmen oder im Theater verboten.
Im Januar 2023 schlug Wolodin die Enteignung von Russen vor, die den Krieg in der Ukraine ablehnen. Im Mai 2023 forderte er die Bestrafung Polens für den „historischen Verrat“ an der Sowjetunion, der das Land seine Existenz zu verdanken habe, sowie die Zahlung von 750 Milliarden Dollar als Entschädigung für die sowjetischen Investitionen in der Volksrepublik Polen.

## Auszeichnungen
- Verdienter Jurist der Russischen Föderation (2009)
- Orden der Freundschaft (1997)
- Orden der Ehre (2003)
- Verdienstorden für das Vaterland 4. Klasse (2006)[11]